# Ciproteron
A ciproteron-acetát (INN: Cyproterone acetate) (Androcur) egy   antiandrogén gyógyszer.
A tesztoszteron (és a dihidrotesztoszteron) hatását gátolja a szövetekben.  Fő indikációi a prosztatarák, priapizmus és más betegségek, melyekért az androgén hormonok tehetők felelőssé. Kezelhető vele hirzutizmus is.

## Gyógyszerhatás
A  ciproteron-acetát  a 17-hidroxiprogeszteron szintetikus származéka és az androgén-receptorokon antagonista hatást fejt ki. Gyenge progesztagéné és glükokortikoid hatása is van.